# Carlo Cavagnoli
Carlo Cavagnoli (n. 21 ianuarie 1907, Milano, Regatul Italiei – d. 20 iulie 1990) a fost un boxer ce a reprezentat Italia, medaliat olimpic. A participat la o ediție a Jocurilor Olimpice (1928) în care a câștigat o medalie de bronz.

## Participări
Lista de mai jos prezintă principalele competiții la care a participat Carlo Cavagnoli de-a lungul carierei.
- boxing at the 1928 Summer Olympics – flyweight[*]